# 5.ª Companhia de Comunicações Blindada
A 5ª Companhia de Comunicações Blindada (5ª Cia Com Bld) é uma subunidade pertencente ao Exército Brasileiro, sediada na cidade de Curitiba, conhecida em seu metiê por ser o berço das comunicações táticas do Paraná e Santa Catarina. Também recebe o nome de “O Mensageiro das Araucárias” e é provida de modernos equipamentos de comunicações, pronta para executar missões de apoio a outras Organizações Militares.
A subunidade é subordinada à 5ª Brigada de Cavalaria Blindada, que integra a 5ª Divisão de Exército, localizada na 5ª Região Militar, pertencente ao Comando Militar do Sul.

## História

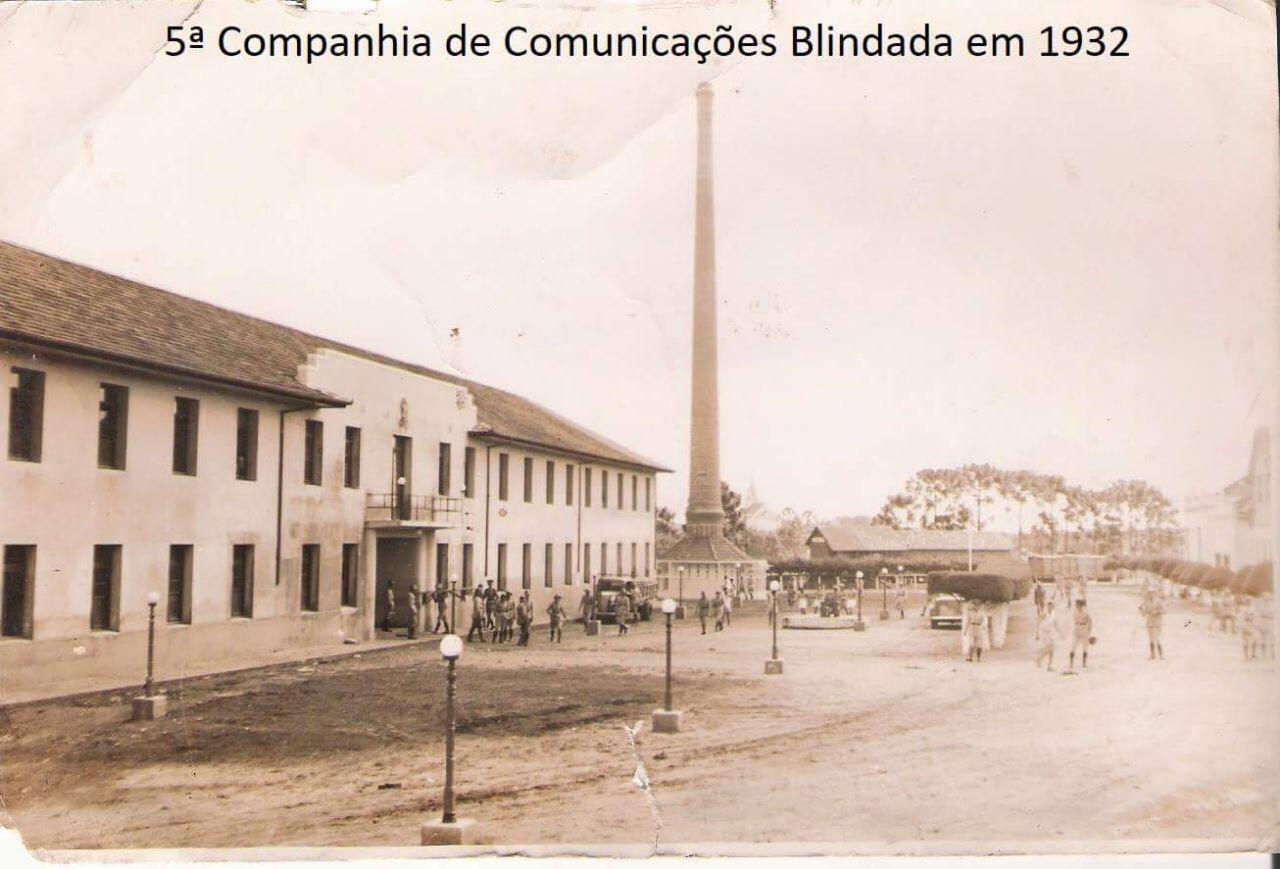
1ª Companhia Independente de Transmissões em 1932

Criada em 15 de março de 1935, a 5ª Companhia de Comunicações Blindada era, no passado, conhecida como a 1ª Companhia Independente de Transmissões, localizada em Curitiba – PR, pertencente ao 5º Batalhão de Engenharia.  
O capitão Luis Neves foi o primeiro comandante desta subunidade. O surgimento dessa Companhia veio a se concretizar por motivos de necessidade em aumentar a capacidade de comando e controle que o Exército necessitava, desde o fim da Primeira Guerra Mundial.
Desde 11 de fevereiro de 1939, a subunidade veio a ocupar o aquartelamento na qual permanece até os dias atuais. 
Durante a Segunda Guerra Mundial, numa época em que a Internet e os celulares sequer eram sonhados, os poucos bravos da Cia de Transmissões do Batalhão de Engenharia escreveram páginas de glória da História Militar Contemporânea, lançando linhas telefônicas e estabelecendo enlaces via rádio, inspirados pelo Marechal Cândido Rondon ao construir as primeiras linhas telegráficas, sendo mais tarde consagrado Patrono da Arma de Comunicações do Exército Brasileiro.

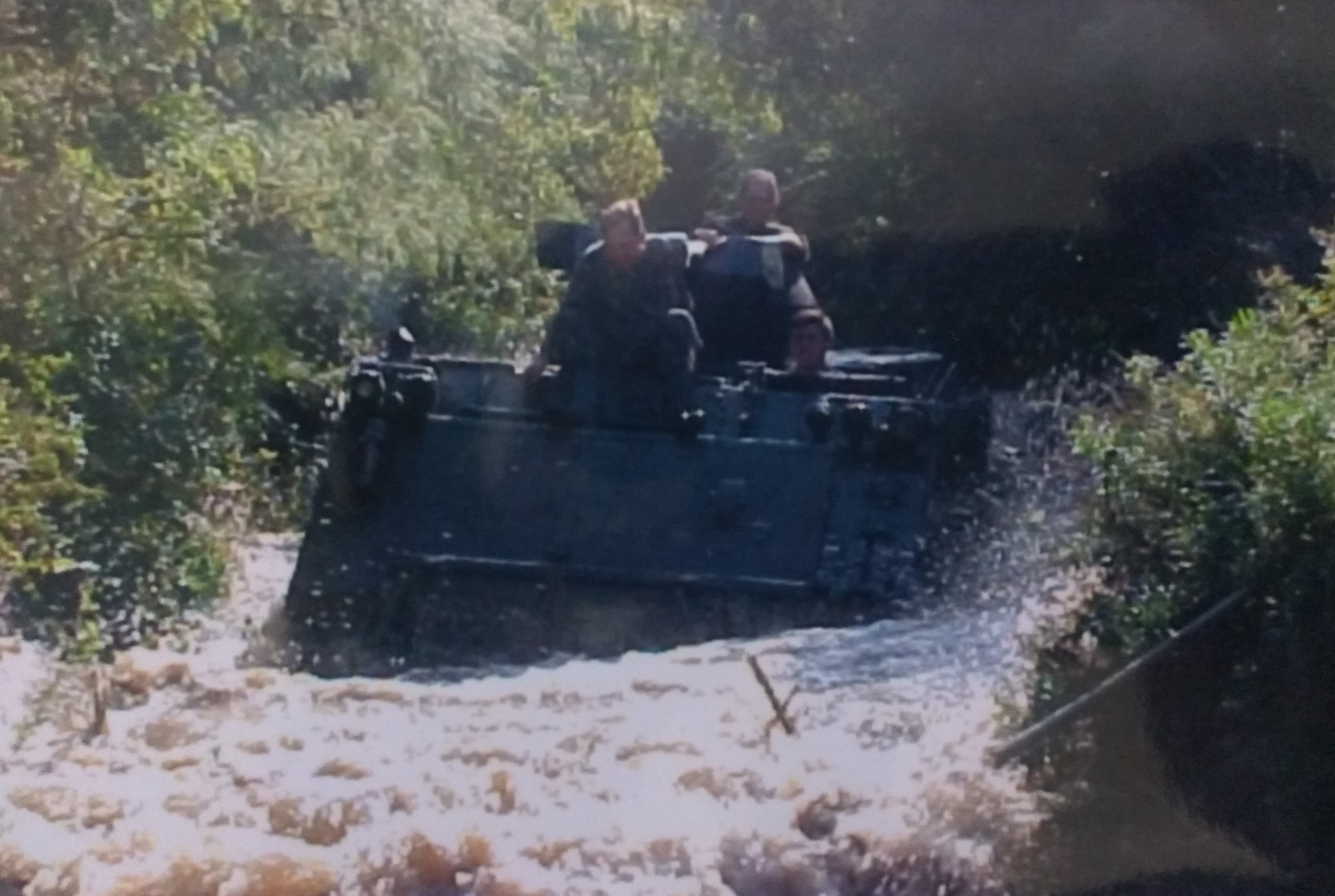
Blindado sobre lagartas em meio a um rio

Em 1946, pela crescente importância que as comunicações estavam atingindo para à época, a subunidade ganha uma nova denominação, torna-se a 5ª Companhia de Transmissões, e fica a comando da 5ª Região Militar. No entanto, foi em 1956, ano da promulgação da  Lei 2.851 que dispõe sobre a organização básica do Exército e, nela, a criação da Arma de Comunicações do Exército Brasileiro, que veio a ser designada como a 5ª Companhia de Comunicações.
A partir do ano de 1957, a Companhia veio a integrar a Força de Emergência das Nações Unidas (UNEF I), compondo o Batalhão Suez, para garantir o fim à crise em Suez, localizado no Egito. Esta missão durou 10 anos. Essa foi a primeira vez que militares da Companhia participaram de uma missão pela Organização das Nações Unidas (ONU). Eram, em verdade, militares pertencentes a nova Arma de Comunicações.
A partir de 1984 eram formados, nesta subunidade, oficiais temporários do Exército pelo Núcleo de Preparação de Oficiais da Reserva (NPOR), missão a qual cumpriu com êxito até o ano de 1999.
A companhia passou a ser subordinada à antiga 5ª Brigada de Infantaria Blindada, recebendo cinco blindados sobre lagartas - modelo M113 e, então, recebeu seu nome definitivo que continua até os dias atuais, a 5ª Companhia de Comunicações Blindada. Atualmente, a subunidade passou a ser subordinada à 5ª Brigada de Cavalaria Blindada, que está localizada na cidade de Ponta Grossa – PR.

## Operações
A companhia participa de várias importantes operações e missões atreladas ao Comando Militar do Sul, como por exemplo:
Operações para defesa externa na fronteira:
- Operação Ágata;[9][não consta na fonte citada]
- Operação Fronteira Sul;[10][não consta na fonte citada]
- Operação Atlântico Sul;[11][não consta na fonte citada]
- Operação Laçador.[12][não consta na fonte citada]

Operações de Garantia da Lei e da Ordem (GLO):
- Operação Pinheiral.[13][não consta na fonte citada]

Programa de adestramento avançado:
- Operação Setembrino de Carvalho;[14][não consta na fonte citada]
- Operação Aço.[15]

Missões internacionais:
- Força de Emergência das Nações Unidas (UNEF I) – República Árabe do Egito
- Missão das Nações Unidas para Estabilização do Haiti (MINUSTAH) – República do Haiti.

Eventos de repercussão internacional:
- Copa do Mundo FIFA 2014;[16][não consta na fonte citada]
- Jogos Olímpicos Rio 2016.[17][não consta na fonte citada]

Entre outras operações, nas quais o Comando Militar do Sul possa organizar, a 5ª Companhia de Comunicações Blindada é sempre requisitada para apoiar e prover os sistemas de comunicações para as diversas missões em que são empregadas.